# Thomas Benjamin Fulton
Thomas Benjamin Fulton (* 13. Januar 1918 in St. Catharines, Ontario; † 11. November 2002) war ein kanadischer römisch-katholischer Geistlicher und Bischof von Saint Catharines.

## Leben
Thomas Benjamin Fulton empfing am 7. Juni 1941 die Priesterweihe für das Erzbistum Toronto. Am 28. Dezember 1968 ernannte Papst Paul VI. ihn zum Titularbischof von Cursola und bestellte ihn zum Weihbischof in Toronto. Die Bischofsweihe spendete ihm der Papst selbst am 6. Januar 1969 in Rom; Mitkonsekratoren waren Erzbischof Sergio Pignedoli, Sekretär der Kongregation für die Evangelisierung der Völker, und Erzbischof Ernesto Civardi, Sekretär der Kongregation für die Bischöfe. Am 7. Juli 1978 berief Paul VI. ihn zum zweiten Bischof von Saint Catharines, die Amtseinführung erfolgte am 29. August 1978.
Am 2. Februar 1994 nahm Papst Johannes Paul II. sein altersbedingtes Rücktrittsgesuch an.